# Оукдейл (Луїзіана)
Оукдейл (англ. Oakdale) — місто (англ. city) в США, в окрузі Аллен штату Луїзіана. Населення — 6692 особи (2020).

## Географія
Оукдейл розташований за координатами 30°48′59″ пн. ш. 92°39′21″ зх. д. / 30.81639° пн. ш. 92.65583° зх. д. (30.816418, -92.655855).  За даними Бюро перепису населення США в 2010 році місто мало площу 13,61 км², з яких 13,45 км² — суходіл та 0,16 км² — водойми.

## Демографія
Згідно з переписом 2010 року, у місті мешкало 7780 осіб у 2152 домогосподарствах у складі 1384 родин. Густота населення становила 572 особи/км².  Було 2428 помешкань (178/км²).
Расовий склад населення:
| - 62,4 % — білих - 34,0 % — чорних або афроамериканців - 1,2 % — корінних американців - 0,8 % — азіатів |

До двох чи більше рас належало 1,2 %. Частка іспаномовних становила 0,8 % від усіх жителів.
За віковим діапазоном населення розподілялося таким чином: 18,0 % — особи молодші 18 років, 71,0 % — особи у віці 18—64 років, 11,0 % — особи у віці 65 років та старші. Медіана віку мешканця становила 36,7 року. На 100 осіб жіночої статі у місті припадало 170,6 чоловіків;  на 100 жінок у віці від 18 років та старших — 192,8 чоловіків також старших 18 років.
Середній дохід на одне домашнє господарство  становив 43 079 доларів США (медіана — 29 673), а середній дохід на одну сім'ю — 56 074 долари (медіана — 45 521). Медіана доходів становила 33 821 долар для чоловіків та 27 847 доларів для жінок. За межею бідності перебувало 24,8 % осіб, у тому числі 42,4 % дітей у віці до 18 років та 10,4 % осіб у віці 65 років та старших.
Цивільне працевлаштоване населення становило 1835 осіб. Основні галузі зайнятості: освіта, охорона здоров'я та соціальна допомога — 21,4 %, роздрібна торгівля — 17,7 %, мистецтво, розваги та відпочинок — 13,2 %, публічна адміністрація — 10,4 %.